# Los siete locos
Los siete locos es una novela del escritor argentino Roberto Arlt editada en el mes de octubre de 1929. En ella se desarrollan algunos de los problemas planteados por el existencialismo filosófico. Las cuestiones morales, la soledad, la angustia ante el sin sentido de la vida y la desolación de la muerte son temas recurrentes en la arquitectura metafísica de sus protagonistas. Es una obra de lúcida crítica social a la Argentina de los años veinte. Los siete locos culmina con Los lanzallamas, novela que  Arlt editaría en 1931.

## Argumento
El protagonista, Augusto Remo Erdosain, desesperado ante la falta de dinero y perspectivas se une a una sociedad secreta que pretende trocar el orden social imperante a través de una cruel y terrible revolución social ideada por El Astrólogo. Tal revuelta sería financiada por una red de  burdeles distribuidos por toda la Argentina bajo la administración del Rufián Melancólico. 
Erdosain, metafísico hasta la médula, es también un inventor fracasado obsesionado por su “Rosa de Cobre”, proyecto que nos informa tímidamente a través de los capítulos de la obra pero que, víctima de una perdurable abulia, jamás puede concretar. Es, a todas luces, un invento estéril (casi poético), carente de cualquier utilidad que no sea una dudosa estética; no obstante Arlt parece utilizarla en Erdosain como último resabio de esperanza ante el vacío, la inutilidad de la vida y el desamparo que su protagonista siente de continuo. En términos generales, el sinsentido del mundo tal como está organizado, tiñe la percepción y conciencia que cada uno de sus personajes se hacen de él, llevándolos a extremos delirantes y temibles.
En Los Siete Locos abundan los  monólogos interiores que conllevan a sus protagonistas a reflexiones disparatadas y lúcidas por igual, en donde se plantea la locura absoluta de la sociedad, la crueldad del capitalismo, la frialdad de la industria y sus máquinas tecnológicas, contrastando a estas últimas con la endeblez y fragilidad del hombre mortal que las crea. Incursiona así en tribulaciones metafísicas de orden universal que por lo tanto siguen vigentes. Muchos han señalado en esta obra y en su sucesora la influencia del ruso Fedor Dostoievski, al punto de apodar a Arlt "el Dostoievski porteño".

## Personajes principales
- Erdosain: protagonista de la novela.
- Elsa: esposa de Erdosain.
- Barsut: primo de Elsa. Traiciona a Erdosain.
- El Astrólogo: amigo de Erdosain e ideólogo y jefe de una organización política conspirativa y delirante.
- Bromberg, el hombre que vio a la partera: fiel secretario del Astrólogo.
- Haffner, el rufián melancólico: es quien asesora al Astrólogo para montar un prostíbulo.
- El buscador de oro: uno de los lugartenientes de la organización del Astrólogo encargado de encontrar el lugar para instalar una colonia que les servirá de base de operaciones.
- El mayor: uno de los lugartenientes de la organización del Astrólogo encargado de sublevar al ejército.
- Ergueta: farmacéutico amigo de Erdosain. Sufre de delirios místicos y termina enloqueciendo.
- Hipólita, la coja: esposa de Ergueta. Recurre a Erdosain en busca de ayuda luego de que su esposo enloquece.

## Estructura
Si se compara la estructura de Los siete locos (1929) con Las extraordinarias aventuras de Julio Jurenito y sus discípulos (1921) de Ilyá Ehrenburg, podrá notarse una extraordinaria similitud. Y aunque dista mucho de ser un plagio, sí es sorprendente la coincidencia y la fuente de inspiración que Arlt pudo haber tenido respecto a ese libro, por lo cual ha de presumirse que lo leyó comparando las fechas de ambas publicaciones y el contexto existencialista de ambas novelas. [cita requerida]
En el relato, Arlt va ubicando y moviendo el lugar de la acción y al protagonista por distintos puntos geográficos de la ciudad de Buenos Aires y alrededores, como por ejemplo cuando Erdosain entra en el Bar Japonés de Cerrito y Lavalle, (en la realidad uno de dos Café El Japonés muy vinculados al transcurrir cotidiano de Roberto Arlt y el resto del Grupo  de Boedo, conjunto de escritores que publicaban en la Editorial Claridad y de los cuales Arlt fue el exponente más destacado). [cita requerida]

## Adaptaciones
Los siete locos fue llevado al cine en 1973, en la película argentina homónima dirigida por Leopoldo Torre Nilsson, quien escribió el guion en colaboración con Luis Pico Estrada, Beatriz Guido y Mirtha Arlt. Fue protagonizada por Alfredo Alcón como Remo Erdosain, junto a Norma Aleandro, Thelma Biral, Héctor Alterio y Sergio Renán.
En 2015 la TV Pública estrenó una adaptación televisiva de la novela de Arlt y su continuación, con el nombre Los siete locos y los lanzallamas. La misma contó con la dirección de Fernando Spiner y Ana Piterbarg y fue desarrollada por el reconocido escritor Ricardo Piglia, quien realizó el argumento. Fue protagonizada por Diego Velázquez como Remo Erdosain, junto a Carlos Belloso, Daniel Fanego, Pablo Cedrón, Belén Blanco, Fabio Alberti, Leonor Manso, Pompeyo Audivert, Julieta Zylberberg, Claudio Rissi y Daniel Hendler.
En 2018, Alejandro Santoni compuso una obra musical titulada La rosa de cobre, centrada en la relación de amor oscuro entre Remo Erdosain y Elsa.
En 2022, Fito Páez publicó un álbum doble inspirado en la obra titulado Futurología Arlt, en el que da su versión musical y poética de los temas de Los siete locos.